# Willie Green
Willie Julius Green (ur. 28 lipca 1981 w Detroit) – amerykański koszykarz, występujący na pozycji rzucającego obrońcy, po zakończeniu kariery sportowej trener koszykarski, aktualnie trener New Orleans Pelicans.
Po karierze na uczelni University of Detroit Mercy, Green zgłosił się do draftu 2003, w którym został wybrany z 41. numerem przez Seattle SuperSonics, jednak jeszcze w tym samym dniu został oddany w wymianie do Philadelphia 76ers w zamian za prawa do Paccelisa Morlende. W dwóch pierwszych sezonach w 76ers zdobywał średnio odpowiednio 6,9 i 7,7 punktu na mecz. Podczas przerwy międzysezonowej w 2005 Green nabawił się kontuzji kolana w towarzyskim meczu, przez którą opuścił większość sezonu 2005/06. 23 marca 2006 przedłużył kontrakt z 76ers. 4 kwietnia 2007 ustanowił swój rekord pod względem punktów, zdobywając ich 37 w meczu przeciwko Toronto Raptors.
23 września 2010 Green i Jason Smith zostali wytransferowani do New Orleans Hornets w zamian za Dariusa Songaila i Craiga Brackinsa.
22 grudnia 2011, jako wolny agent, podpisał kontrakt z Atlantą Hawks.
30 lipca 2012 dołączył do drużyny Los Angeles Clippers na zasadzie wymiany sign and trade za prawa do greckiego środkowego Sofoklisa Schortsanitisa. 
29 czerwca 2014 został przez nich zwolniony, jednak dzień później jego kontrakt został przejęty przez Orlando Magic.
26 czerwca 2019 został asystentem trenera w zespole Phoenix Suns. 22 lipca 2021 objął stanowisko trenera New Orleans Pelicans.

## Osiągnięcia

### NCAA
- Uczestnik turnieju National Invitation Tournament (2001, 2002)

### Trenerskie
Asystent trenera
- Mistrzostwo NBA (2017)
- Wicemistrzostwo NBA (2021)

## Statystyki
Na podstawie Basketball-Reference.com (ang.)

### Sezon regularny
| Sezon   | Drużyna       | M   | S5  | MPG  | FG%   | 3P%   | FT%   | RPG | APG | SPG | BPG | PPG  |
| ------- | ------------- | --- | --- | ---- | ----- | ----- | ----- | --- | --- | --- | --- | ---- |
| 2003/04 | Philadelphia  | 53  | 0   | 14,5 | 40,1% | 31,1% | 72,8% | 1,2 | 1,0 | 0,5 | 0,1 | 6,9  |
| 2004/05 | Philadelphia  | 57  | 21  | 18,7 | 36,6% | 28,6% | 77,6% | 2,3 | 1,8 | 0,6 | 0,1 | 7,7  |
| 2005/06 | Philadelphia  | 10  | 2   | 15,3 | 42,4% | 52,6% | 80,0% | 1,5 | 0,5 | 0,2 | 0,0 | 7,0  |
| 2006/07 | Philadelphia  | 74  | 36  | 24,9 | 41,1% | 32,5% | 66,7% | 2,1 | 1,5 | 0,8 | 0,1 | 11,3 |
| 2007/08 | Philadelphia  | 74  | 74  | 26,6 | 43,6% | 28,5% | 75,7% | 2,5 | 2,0 | 0,7 | 0,3 | 12,4 |
| 2008/09 | Philadelphia  | 81  | 60  | 22,6 | 43,5% | 31,7% | 72,9% | 1,6 | 2,0 | 0,7 | 0,2 | 8,5  |
| 2009/10 | Philadelphia  | 73  | 18  | 21,3 | 45,7% | 34,6% | 83,3% | 1,8 | 2,1 | 0,4 | 0,2 | 8,7  |
| 2010/11 | New Orleans   | 77  | 13  | 21,7 | 44,3% | 34,8% | 78,0% | 2,1 | 1,0 | 0,5 | 0,2 | 8,7  |
| 2011/12 | Atlanta       | 53  | 2   | 17,4 | 47,1% | 44,2% | 85,7% | 1,5 | 0,8 | 0,4 | 0,1 | 7,6  |
| 2012/13 | L.A. Clippers | 72  | 60  | 16,5 | 46,1% | 42,8% | 71,9% | 1,3 | 0,8 | 0,4 | 0,2 | 6,3  |
| 2013/14 | L.A. Clippers | 55  | 9   | 15,8 | 37,6% | 33,9% | 82,4% | 1,4 | 0,9 | 0,4 | 0,2 | 5,0  |
| 2014/15 | Orlando       | 52  | 2   | 18,3 | 38,6% | 34,7% | 82,4% | 1,5 | 1,3 | 0,5 | 0,1 | 5,9  |
| Razem   |               | 731 | 297 | 20,2 | 42,5% | 34,6% | 76,5% | 1,8 | 1,4 | 0,5 | 0,1 | 8,3  |

### Play-offy
| Sezon | Drużyna       | M  | S5 | MPG  | FG%   | 3P%   | FT%   | RPG | APG | SPG | BPG | PPG |
| ----- | ------------- | -- | -- | ---- | ----- | ----- | ----- | --- | --- | --- | --- | --- |
| 2005  | Philadelphia  | 5  | 0  | 12,6 | 44,4% | 22,2% | 90,0% | 1,8 | 0,6 | 0,2 | 0,0 | 5,4 |
| 2008  | Philadelphia  | 6  | 6  | 23,7 | 43,1% | 20,0% | 64,3% | 1,3 | 2,0 | 0,8 | 0,7 | 9,0 |
| 2009  | Philadelphia  | 6  | 6  | 24,7 | 41,2% | 36,4% | 33,3% | 1,0 | 1,2 | 0,0 | 0,2 | 7,8 |
| 2011  | New Orleans   | 6  | 0  | 14,0 | 38,9% | 22,2% | 57,1% | 0,8 | 0,7 | 0,3 | 0,0 | 5,7 |
| 2012  | Atlanta       | 5  | 0  | 12,6 | 46,2% | 25,0% | –     | 1,6 | 0,6 | 0,0 | 0,0 | 2,6 |
| 2013  | L.A. Clippers | 3  | 0  | 6,7  | 66,7% | 0,0%  | 100%  | 1,0 | 0,7 | 0,3 | 0,0 | 2,0 |
| 2014  | L.A. Clippers | 5  | 0  | 3,8  | 20,0% | 25,0% | 100%  | 1,4 | 0,2 | 0,6 | 0,0 | 1,0 |
| Razem |               | 36 | 12 | 15,0 | 41,8% | 25,6% | 71,1% | 1,3 | 0,9 | 0,3 | 0,1 | 5,2 |